# 立場川
立場川（たつばがわ）は、長野県諏訪郡を流れる富士川水系の河川である。

## 地理
八ヶ岳山塊のひとつ立場岳の麓より発し、原村及び富士見町を流れ、富士見町南部で釜無川に合流する、全長約18キロメートル、流域面積6.4平方キロメートルの河川である。多くの流域で深い谷を形成しており、特に上流部は立場川渓谷と呼ばれている。かなりの荒れ川であり、1960年に護岸工事が完成するまで幾度となく水害を引き起こした。地図上からでも無数の砂防堰堤が建設されている様子をうかがい知ることができる。
中央自動車道とJR中央本線は、立場川の深い谷を越えるために、数十メートルにも及ぶ長い橋脚を持った大きな橋梁が架けられている。特に中央本線立場川橋梁・旧立場川橋梁は、その雄大さから鉄道写真家の撮影スポットにもなっている。

## 流域の自治体
長野県
諏訪郡原村、富士見町

## 立場川甲信国境説
立場川にまつわる話の一つに、かつてこの川が甲斐国（山梨県）と信濃国（長野県）の国境だったという説がある。現在の長野県と山梨県の県境は釜無川および甲六川になっている。しかし釜無川が立場川に合流してから甲六川と合流するまで、県境に不自然に削られたような屈曲が見られる。
考古学的には末木健が富士見町域から甲斐型土器の出土例があることから古代の甲信国境を立場川としている。伝承では、天文9年（1540年）に武田信玄の妹である禰々御料人が諏訪頼重に嫁ぐ際に、化粧料として18ヶ村を持参し、それによって甲信の国境が甲六川に変更されたといわれている。史料では戦国時代の甲信国境は「堺川」と呼ばれる川であったと推定されるが、堺川と呼ばれる河川は現存していない。堺川が現在の何川であるのかということについて、今までいくつかの説が提示されている。
- 立場川であるとする説
- 富士見町御射山神戸の南を流れる松目沢であるとする説
- 富士見町御射山神戸の北であるとする説（具体的な河川名は不明）

この中で最も地形的に説得力があるのが立場川説である。釜無川の合流地点から立場川を遡って八ヶ岳まで行くと、ちょうど自然な線となる。また、幾度となく水害を引き起こしたほどの荒れ川であり、人の通行を拒むような深い谷が長く続いているということも、比較的等高線が緩やかな八ヶ岳南麓の高原を区切る境界線として用いるには好都合であったと思われる。
伝承では婚姻に基づく、いうなれば温和な経緯で国境が変更されたことになっている。しかし実際には、天正10年（1582年）の甲州征伐による武田氏滅亡と本能寺の変後の天正壬午の乱の中で、諏訪を実力で回復した諏訪氏の諏訪頼忠によって立場川から甲六川までの境筋が諏訪郡に取り込まれる形で国境変更が行われ、天下統一を成し遂げた豊臣秀吉の諏訪氏への所領安堵によってそのまま甲六川が国境線として確定したのではないかとみられている。